# Andrei Iwanowitsch Welikopolski
Andrei Iwanowitsch Welikopolski (russisch Андрей Иванович Великопольский; * 1704; † nach 1781) war ein russischer Marineoffizier und Polarforscher.

## Leben
Welikopolski begann 1721 in St. Petersburg das Studium an der Akademie der Marinegarde, an der auch Wassili Rtischtschew, Sofron Chitrowo, Michail Schtscherbinin, Iwan Tschichatschow, Fjodor Minin und Iwan Jelagin studierten. Die Praxis erfuhr Welikopolski auf der Ostsee als Steuermannlehrling. 1731 legte er die Untersteuermann-Prüfung ab. Zur Prüfungskommission gehörten Wassili Prontschischtschew, Pieter Lassenius und Iwan Koschelew.
Im April 1733 wurde Welikopolski dem Dwina-Ob-Kommando der Großen Nordischen Expedition zugeteilt. 1734 fuhr das Kommando unter dem Kommando Leutnant Stepan Murawjows auf den beiden Kotschen Expedizion und Ob durch das Weiße Meer, die Barentssee, die Jugorstraße in die Karasee zu den Inseln an der Westküste der Jamal-Halbinsel. Vermessen wurden die beiden Seiten der Jugorstraße, Teile der Baidaratabucht der Karasee und die Westküste der Jamal-Halbinsel.
1736 war Welikopolski an der Expedition mit den beiden Booten Perwy unter dem Kommando S. G. Malygins und Wtoroi unter dem Kommando Alexei Skuratows beteiligt. Es ging von der Insel Dolgi in der Barentssee durch die Jugorstraße zur Kara-Mündung. Im September wurde dort zum Schutz der beiden Boote während der Überwinterung ein Kommando von 10 Mann und einem Arzt unter Führung Welikopolskis mit Zelt und Lebensmitteln zurückgelassen, während die Expedition sich auf Rentierschlitten zum Ostrog Obdorsk begab. Im Mai 1737 kamen Malygin und Skuratow mit allen Expeditionsmitgliedern zurück, bereiteten die Weiterfahrt vor und segelten im Sommer 1737 von der Kara durch die Meerenge zwischen der Jamal-Halbinsel und der Insel Bely (jetzt Malyginstraße) zur Ob-Mündung. Das Kommando Malygin, zu dem Welikopolski gehörte, erstellte die erste Dokumentation und Karte der Küste des Arktischen Ozeans von der Petschora bis zum Ob.
Im Winter 1737/1738 wurde Welikopolski mit den Booten zur Überwinterung an der Kara-Mündung in einem Nenzen-Lager zurückgelassen. Im Januar wurde er zum Steuermann befördert. Im September 1738 auf dem Rückweg nach Archangelsk wurden die Boote Perwy und Wtoroi in der Kara-Bucht durch Eis schwer beschädigt. Während der Rettung der Boote und der Ladung und der Errichtung eines Notlagers auf dem Festland traf der Soldat Mesenzew mit einem Ukas ein und holte Welikopolski nach Pustosersk, um in der Untersuchung des Falls der Leutnants Murawjow und Michail Pawlow auszusagen, die sich untereinander und mit Untergebenen gestritten hatten.  Das Ergebnis war die Degradierung der beiden.
1739 kehrte Welikopolski nach St. Petersburg zurück, um seinen Dienst in der Baltischen Flotte fortzusetzen. 1741 wurde er zum Mitschman befördert. 1747–1749 kommandierte er die Lotsen-Galiot Schturman, die den Postverkehr Kronstadt-Lübeck sicherstellte. Im Oktober 1751 folgte die Beförderung zum Leutnant und im März 1756 zum Kapitänleutnant. 1758 wurde er wegen Alters und Gebrechlichkeit dem Senat vorgestellt. Im August 1760 wurde er im Rang eines Kapitäns 3. Ranges aus dem Dienst entlassen.
Welikopolski wurde 1781 Grundherr des Dorfes Gapissowo im Ujesd Welikije Luki der Statthalterschaft Pleskau. 1788 ging Gapissowo in den Besitz seines Sohnes Michail über.